# Ambasciata di Svizzera in Giappone
L'Ambasciata di Svizzera in Giappone è la missione diplomatica della Confederazione Elvetica che cura i rapporti, anche per conto del Principato del Liechtenstein, con il Giappone.
La sede è a Tokyo, nel quartiere di Minato.

## Altre sedi diplomatiche svizzere in Giappone
La Svizzera possiede anche un consolato onorario a Osaka.